# Fernand Gouré
Bi Irié Fernand Gouré (12 april 2002) is een Ivoriaans voetballer die sinds 2021 uitkomt voor KVC Westerlo.

## Carrière
Gouré ondertekende in december 2020 een contract van drieënhalf seizoen bij de Israëlische eersteklasser Maccabi Netanja. Eerder had hij in eigen land voor Lanfiara Sport Attécoubé en AS Denguélé gespeeld. Op 27 januari 2021 maakte hij zijn officiële debuut in het eerste elftal van Maccabi Netanya: in de competitiewedstrijd tegen Hapoel Kfar Saba (0-1-winst) viel hij in de 88e minuut in voor Ben Azubel. In zijn eerste halve seizoen was Gouré goed voor twee goals in dertien Ligat Ha'Al-wedstrijden (tien in de reguliere competitie en drie in de play-downs). Ook in de Israëlische voetbalbeker was hij goed voor één goal in twee wedstrijden: in de achtste finale wiste hij tegen Hapoel Tel Aviv de 0-1 van Omri Altman uit, maar Hapoel – dat uiteindelijk zou doorstoten naar de finale – won uiteindelijk nog met 1-3.
In augustus 2021 ondertekende Gouré een contract voor vier seizoenen bij de Belgische tweedeklasser KVC Westerlo
3 Haidara ·
4 Fixelles ·
7 Sayyadmanesh ·
9 Frigan ·
15 Sydorchuk ·
17 Smekens ·
18 Yow ·
20 Gillekens ·
21 Bernát ·
22 Reynolds ·
23 Seigers ·
25 Rommens ·
30 Van Langendonck ·
31 Annell ·
33 Neustädter ·
34 Haspolat ·
39 Van den Keybus ·
40 Bayram ·
46 Piedfort ·
49 Placias ·
60 De Boeck ·
73 Lapage ·
77 Alcócer ·
90 Ferri ·
Jungdal ·
Bolat ·
Vaesen ·
Mebude ·
Sakamoto ·
Gouré ·
Coach: Charaï